# Heteropoda buxa
Heteropoda buxa is een spinnensoort uit de familie jachtkrabspinnen (Sparassidae).
De wetenschappelijke naam van de soort werd in 1995 gepubliceerd door Subhendu Sekhar Saha, Vivekanand Biswas & Dinendra Raychaudhuri.